# Nacionalni mit
Nacionalni mitovi (takođe nacionalistički mitovi) jesu mitovi koje stvaraju i zagovaraju nacionalni intelektualci kao sredstvo političke mobilizacije na etničkoj osnovi. Nacionalni mitovi su podvrsta političkih mitova.
Nacionalni mit često služi kao važan nacionalni simbol koji afirmiše skup nacionalnih vrednosti. Nacionalistički mitovi ponekad imaju tendenciju da stimulišu sukobe između nacija, da prenaglase karakteristična obeležja nacije i da preuveličavaju pretnju naciji od strane drugih grupa, ratoborno propagirajući ostvarenje svojih ciljeva.
Nacionalni mit može biti legenda ili izmišljeni narativ, uzdignut do ozbiljne mitološke, simboličke i vrednosne razine tako da bude istina za naciju. Može samo dramatizovati pravi događaj, izostaviti važne istorijske detalje, ili dodati detalje za koje nema dokaza; ili prosto može biti izmišljena priča koju niko ne uzima doslovno za istinitu, ali sadrži simboličko značenje za naciju.
U nekim slučajevima, značenje nacionalnog mita može postati sporno među različitim delovima stanovništva.